# Грин, Энди
Энди Грин (англ. Andy Green, родился 30 июля 1962) — британский пилот и автогонщик, установивший текущий мировой рекорд наземной скорости, а также первый человек, официально превысивший скорость звука на автомобиле.
Офицер ордена Британской империи.

## Биография

### Ранние годы
Семья Грина, родившегося в Атерстоне (Уорикшир), в 1970-х переехала в Хартлпул, когда его отец был назначен начальником участка местной пожарной команды. Изначально Грин учился в средней школе Танстолл, а затем переехал в Марске-бай-зе-Си и начал учиться в средней школе Байдейлз. Позже Грин вместе со своей семьёй переехал в Кент, где учился в гимназии Святого Олафа в Орпингтоне. На автомобильной выставке в Хартлпуле в молодом возрасте Грин решил, что будет делать карьеру в армии.

### Карьера в королевских ВВС
Грин получил стипендию королевских ВВС в Вустер-колледже, который он окончил в 1983 году с отличием по математике. В том же году Грин был повышен в должности от исполняющего обязанности пилота до основного пилота ВВС Великобритании. Получил квалификацию лётчика-истребителя на самолётах F-4 Phantom и Tornado F3. В 2003 году Грин был повышен до командира крыла. Позже он стал командующим офицером оперативного подразделения Королевских ВВС Уиттеринга недалеко от Питерборо. Грин также является капитаном команды королевских ВВС на трассе Креста Ран
, где он использует экспериментальные французские тобогганы.
В качестве офицера Королевских ВВС он служил в Восточной Германии, Ираке, Боснии и Афганистане.

## Рекорды скорости

### Сверхзвуковой
Грин — действующий обладатель мирового рекорда скорости на автомобиле и первый человек, преодолевший официально звуковой барьер на суше (до этого в 1979 году предположительно скорость звука была достигнута американцем Стэном Барреттом на Budweiser Rocket, но его результат не был засчитан официально). 25 сентября 1997 года на Thrust SSC он побил предыдущий рекорд в пустыне Блэк-Рок, достигнув скорости 714,144 миль в час (1149,303 км/ч). 15 октября 1997 года, через 50 лет и 1 день после того, как Чарльз Йегер преодолел звуковой барьер, Грин достиг 763,035 миль в час (1227,986 км/ч), первого сверхзвукового рекорда (1,016 Маха). Его позывной был «Мёртвая собака». Когда машина пересекла скорость звука, она произвела звуковой удар.
В 2019 году Грин занимался подготовкой новой попытки побить рекорд 1000 миль в час (1600 км/ч) на Bloodhound LSR.

### Дорожная машина
Его следующая попытка установления мирового рекорда наземной скорости на специально модифицированном MG F под названием MG EX255 так и не состоялась (из-за времени, необходимого для модификаций).

### Дизельная машина
С тех пор самым последним испытанием для Грина стало вождение автомобиля JCB Dieselmax, на котором он пытался установить рекорд на скорости более 300 миль в час (480 км/ч). 22 августа 2006 года Грин испытал автомобиль на базе королевских ВВС в Виттеринге и побил предыдущий рекорд в 236 миль в час (380 км/ч) (установленный в августе 1973 года), достигнув средней скорости 328,767 миль в час (529,099 км/ч) во время двух заездов на солончаках Бонневилль (штат Юта). На следующий день Грин побил свой собственный рекорд, достигнув скорости 350,092 миль в час (563,418 км/ч).

## Награды
В канун нового 1998 года Грин был награждён Орденом Британской империи. В 1997 году Королевский автомобильный клуб наградил Грина Призом Сигрейва. В 2006 году Британским клубом гонщиков за «выдающийся успех» он был награждён John Cobb Trophy, а в июле 2008 года почётной степенью Стаффордширского университета.